# ハウツー
ハウツー（how-to。英語の発音に忠実に表記するのであれば「ハウトゥー」）とは、何らかの作業をする方法や手順に関する非形式的な記述のこと。何らかのテーマに関するハウツーを集めた書籍をハウツー本と呼ぶ。ハウツーは一般に初心者や総合職を助けることを意図しており、専門家が必要とするような詳細な情報は含まない。また、対象とする事物に関する様々な議論も排除して結論だけを記述することが多い。

## 現代的例
現代的なハウツーは、慣れないことをする際の助けとなる大まかな指示書から人生を変えるような助けまたは啓示を与えるような本まで様々なものがある。特に自己啓発書、ビジネス書、趣味関連の書籍などが多い。
最もよく知られている自己啓発書としては、デール・カーネギーの1936年の著書『人を動かす』がある。
英語圏では [トピック] For Dummies と題した一連のチュートリアルや書名の最後に "101"（学校での最初の課程を意味する番号）をつけたものがハウツー的な入門書であることを示すことが多い。

## 歴史
ハウツーは人類が言語を使うようになると同時に何らかの形で存在するようになった。文字が使われるようになる前には、口伝・口承という形態だった。年上の世代が若い世代にことわざや寓話を通して教え、言語が書かれるようになるとハウツーも文字で書き残されるようになった。
読み書きが普及すると、人々はそれまでの口伝・口承を書き残すようになった。それがハウツー本の始まりである。そして、生活の知恵以外のジャンルにもそれが広がっていった。例えばプラトンの『国家』は、完全な社会の形成についてのハウツー本と見ることもできる。オウィディウスの『恋愛術』は恋愛のハウツー本でもある。ルネサンス期にはハウツー本が新たな発展を遂げ、ニッコロ・マキャヴェッリの『君主論』のような著作も生まれた。
史上初の "how to" が題名に含まれるハウツー本の1つとして、ロンドンで本屋を営んでいた Thomas Wight が1569年に出版した A booke of the arte and maner, how to plant and graffe all sortes of trees: With divers other new practise, by one of the Abbey of Saint Vincent in Fraunce（Leonard Mascall 著）がある。
その後、現代に見られるような形のハウツー本へと発展していき、絵画や水泳や様々な趣味についてのハウツー本が見られるようになった。インターネット上にもハウツーはあふれており、誰でも容易に接することができる。

## コンピュータ関連での用例
Linuxコミュニティでは "HOWTO" と記すのが一般的である。これは、関連する用語であるFAQやREADMEとスタイルを合わせたためと見られる。また、Googleなどで検索したとき、"how" と "to" ではあまりにも余計なものを含んだ検索結果となるため、"HOWTO" とした方が捜しやすいという面もある。
ハウツーはインターネット上での知識共有手段として長く使われているが、FAQ、マニュアル、レシピ、ガイドブックといったものほど一般的ではない。
インターネット上のハウツーは本来、専門家や熟練者が複雑な過程や手順を説明するためのものだった。21世紀に入って Consumer Generated Media が重要な役割を演じるようになり、インターネット上のハウツーの書き手が一般人にまで拡大した。